# 志染町高男寺
志染町高男寺（しじみちょうこうなんじ）は、兵庫県三木市にある大字。郵便番号は673-0504。

## 地理

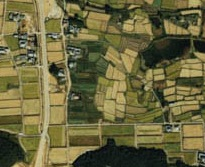
1985年度の志染町高男寺

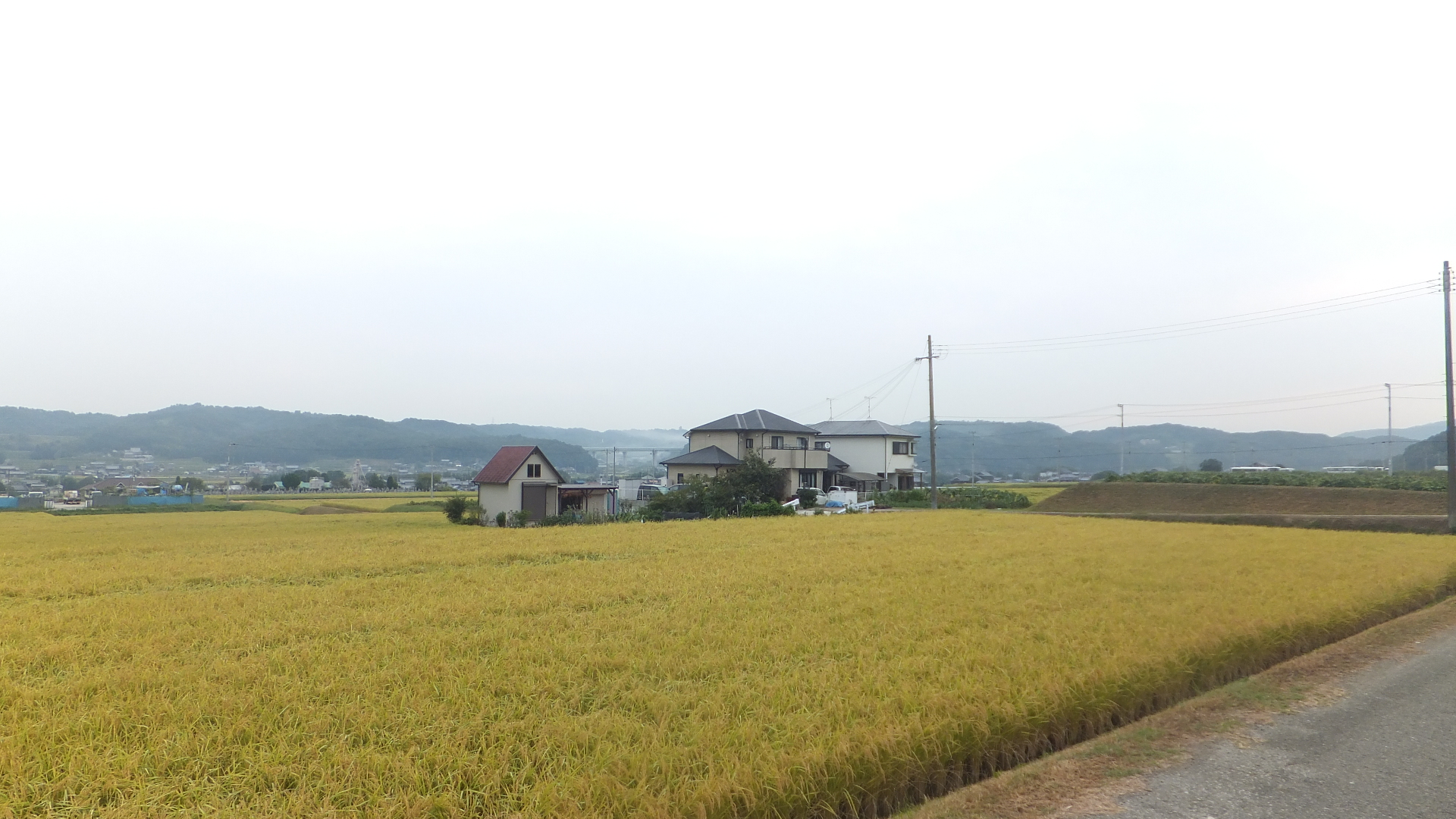
地内の街並み

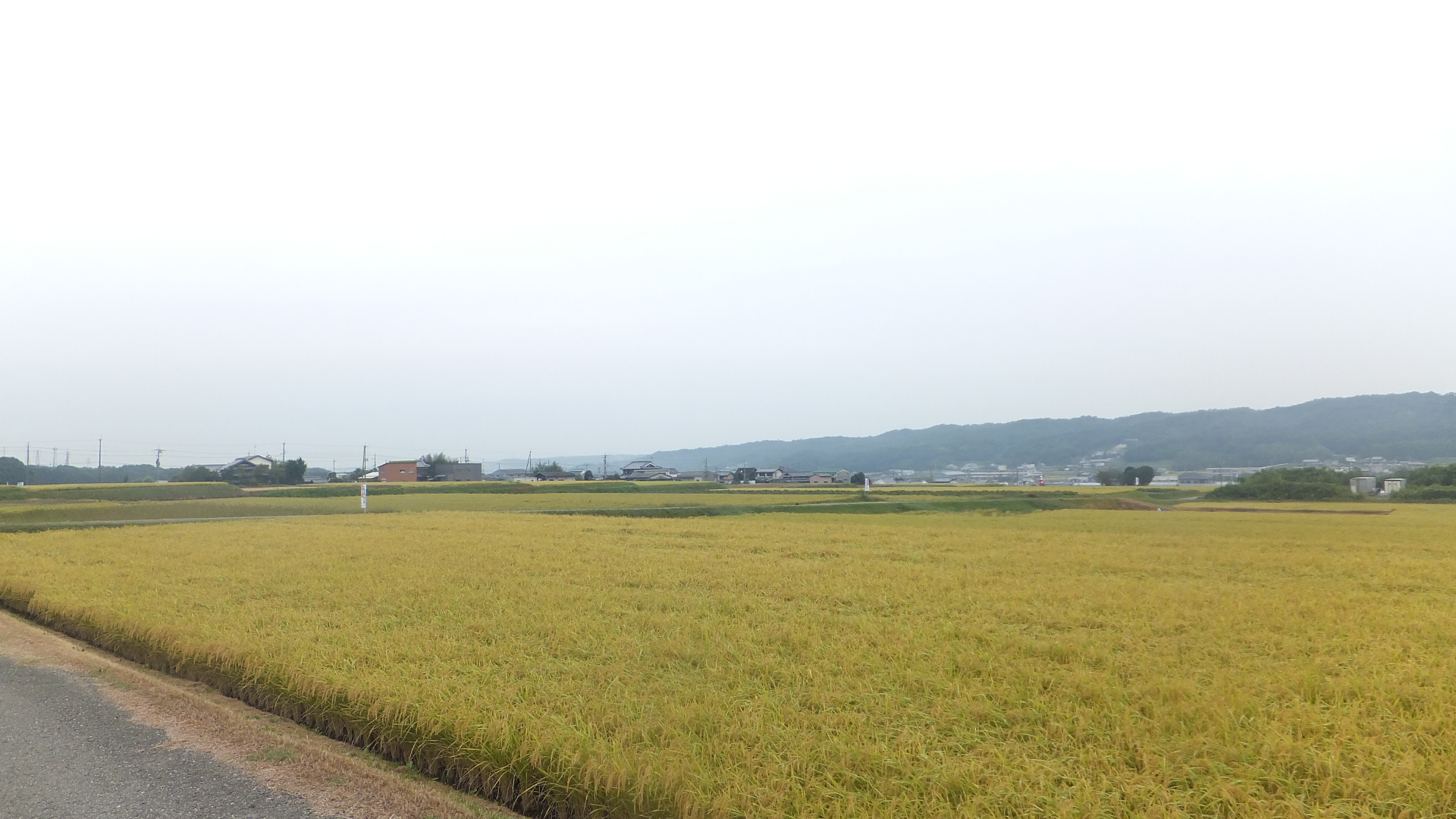
地内の農地

志染地区の南側、志染川下流左岸、志染谷のほぼ中央部に位置する。東側と北側は志染町窟屋、西側と北側は志染町細目、南側は志染町青山と接する。

## 歴史
地名の由来は、当地で修行を行った百済の王子・高男行者の名を引用して建てられた天台宗の寺院、高男寺から名付けられたものである。この寺は三木合戦の時に豊臣秀吉軍によって焼失し、地名だけが残されている。
- 1876年（明治9年）- 美嚢郡高男寺村・池野村が合併して窟屋村となる。
- 1889年（明治22年）4月1日 - 町村制施行に伴い志染村大字高男寺となる。
- 1954年（昭和29年）7月1日 - 志染村が三木市に編入され、三木市志染町高男寺になる。
- 1985年（昭和60年）12月24日 - 三木市道緑が丘志染線が当地内に開通[8][9][10][11][12]。

## 世帯数と人口
2022年（令和4年）2月28日現在の世帯数と人口は以下の通りである。
| 町丁         | 世帯数 | 人口  |
| ------------ | ------ | ----- |
| 志染町高男寺 | 41世帯 | 109人 |

## 小・中学校の学区
市立小・中学校に通う場合、学区は以下の通りとなる。
| 番地                                                                        | 小学校                 | 中学校               |
| --------------------------------------------------------------------------- | ---------------------- | -------------------- |
| 小字滝ヶ谷1番地と62番地・小字甚兵衛ヶ谷748番地・小字寺ヶ谷762番地 - 764番地 | 三木市立緑が丘東小学校 | 三木市立緑が丘中学校 |
| 上記以外                                                                    | 三木市立志染小学校     | 三木市立緑が丘中学校 |

## 施設
- 大年神社
- 高男寺公会堂

## 交通

### 鉄道
地内には鉄道は通っていない。

### バス
- 神姫バス
- みっきぃバス

### 道路
- 兵庫県道38号三木三田線
  - 志染バイパス

## ゆかりの人物
- 寺口博之[14]（元プロ野球選手、読売ジャイアンツ所属）- 出身・在住